# Американська історія жаху
«Американська історія жаху» (англ. «American Horror Story») — американський телесеріал у жанрі жахів, створений Раяном Мерфі та Бредом Фолчеком. У цьому телесеріалі-антології кожен сезон має різний сюжет, місце та персонажів, а також свої «початок, середину та кінець». Деякі ідеї для сценарію були взяті з реальних подій.
Перший сезон, пізніше названий Будинок-убивця, розповідає про родину Гармонів, які переселяються до Лос-Анджелесу в будинок із духами, що не можуть знайти спокою. Другий сезон, названий Притулок, розповідає про робітників та пацієнтів психлікарні у Массачусетсі. Третій сезон, названий Шабаш, розповідає про відьом із Нового Орлеану, які намагаються чинити опір тим, хто хоче їх знищити. Четвертий сезон, названий Шоу виродків, розповідає про один із цирків Джупітера, у якому ще збереглися шоу виродків. П'ятий сезон, названий Готель, розповідає про працівників готелю в Лос-Анджелесі. Шостий сезон, назва якого утаювалася аж до прем'єри (Роенок), розповідає про Шелбі, Метта та Лі, які стали жертвами надприродних подій та розповідають про це в документальному шоу Мій кошмар у Роеноці. Єдині актори, які з'явились у більшості сезонів: Еван Пітерс, Сара Полсон і Лілі Рейб.
У Сполучених Штатах телесеріал транслюється на телеканалі FX. В Україні телесеріал транслювався на телеканалі ТЕТ.
Американська історія жаху сподобалася телекритикам, які найбільше хвалять акторський склад, особливо Джессіку Ленг,, яка отримала дві нагороди Еммі, Золотий глобус, та Премію Гільдії кіноакторів США за акторську гру. Також нагороду Еммі за акторську гру отримала Кеті Бейтс і Золотий глобус — Леді Гага. Рейтинги серіалу дуже високі, тому його називають найбільшою прем'єрою кабельного телебачення 2011 року.

## Сюжет

### Будинок-убивця(2011)
Один із головних героїв, психіатр Бен Гармон, зраджує своїй дружині Вів'єн із молодою студенткою, і його дружина раптово ловить його на гарячому. Намагаючись урятувати свій шлюб, сім'я Гармон переїжджає до старовинного особняка в Лос-Анджелесі, побудованого в 1920-х роках. Незабаром вони дізнаються, що цей будинок заселений привидами тих, хто з різних причин у ньому помер. З кожною серією з'являється безліч «дивних» персонажів, чиї історії глядач поступово дізнається. Серед них ексцентрична сусідка, безробітний з тяжкими опіками, одноока хатня робітниця, яку дружина бачить як літню жінку, а чоловік як красиву молоду дівчину, яка намагається його спокусити. Також серед них є загадковий пацієнт доктора Хармона, Тейт, який закохується у доньку господарів страшного будинку.

### Психлікарня(2012-13)
Дія другого сезону розгортається в психіатричній лікарні для психічнохворих злочинців «Брайаркліфф» у 1964 році. Керує клінікою владна монахиня сестра Джуд, якій допомагає сестра Мері Юніс і засновник клініки монсеньйор Тімоті Говард. Журналістка Лана Вінтерс, яка займається висвітленням у пресі серії жорстоких убивств молодих жінок, приїжджає в «Брайаркліфф», куди на лікування надходить головний підозрюваний — Кіт Вокер. Але ставши свідком звірських речей, що відбуваються в лікарні, вона, за примхою сестри Джуд, сама стає однією з її пацієнтів.

### Шабаш(2013-14)
Події розгортаються через триста років після процесу над відьмами Салему, в результаті якого близько 20 чаклунок було повішано і майже дві сотні виявилося за ґратами. Ті, хто встиг уникнути розправи, тепер знаходяться на межі зникнення. Чергова загадкова атака на відьомський рід змушує групу юних чаклунок вирушити до спеціальної школи в Новому Орлеані, де їх повинні навчити захищатися. Одна з новоприбулих, Зої, має секрет. Тим часом, дізнавшись про раптову агресію до відьомського роду, Верховна відьма Фіона повертається в місто, сповнена рішучості захистити відьомський клан.

### Шоу виродків(2014-15)
У маленькому містечку Юпітер, що знаходиться у Флориді, Ельза Марс, лідерка шоу виродків, намагається врятувати його від занепаду. Вона бачить шанс для розвитку її бізнесу у сіамських близнюках Бетті та Дот Тотлер. Іншими учасниками шоу є Джиммі Дарлінг — хлопець, який народився зі зрощеними пальцями і прагне жити звичним життям, мати Джиммі Етель Дарлінг — бородата жінка, яка є близькою до Ельзи, силач із нелегкого минулого Етель — Делл Толедо, а також, його тригруда дружина — Дезайр Дюпрі.

### Готель(2015-16)
Події відбуваються у 2015 році в Лос-Анджелесі навколо привидів готелю Кортез, який побудований багато років тому Джеймсом Патріком Маршом, де катувались його відвідувачі. Власницею будівлі є сторічна вампірка, графиня Елізабет Джонсон. У готелі Кортез переплетені долі інших вампірів, привидів і смертних, у тому числі портьє Айріс, її сина та коханця Елізабет — Донована, повії Саллі, бармена-трансгендера Ліз Тейлор, актриси і колишньої коханки Елізабет — Рамони, моделі Трістана Даффі, дизайнера Вілла Дрейка, а також детектива Джона Лоу і його дружини Алекс. Джон мешкає в готелі, але він не здогадується, що стане наступною жертвою серійного вбивці.

### Роенок(2016)
Події відбуваються у 2016 році в Північній Кароліні. Шелбі Міллер (Лілі Рейб), її чоловік Метт (Андре Холланд) та його сестра Лі (Адіна Портер) беруть участь у зйомках шоу Мій кошмар у Роеноці, щоб згадати та розповісти про надприродні події, які їх спіткнули, коли вони переїхали з Лос-Анджелесу до Північної Кароліни після викидня Шелбі. Під час їхнього проживання в будинку з ними стались надприродні речі, про які вони згадують зі страхом. Обрі Тіндолл (Сара Полсон) грає Шелбі у відтворенні подій, про які розповідають герої, Домінік Бенкс (Куба Гудінг) та Моне Тумусіім (Енджела Бассе) грають Метта та Лі. Також акторами із постановки є Агнес Вінстед (Кеті Бейтс), Рорі Монехен (Еван Пітерс) та інші. Продюсером та творцем шоу є Сідні Джеймс (Шаєн Джексон).

### Культ (2017)
Дії сезону розгортаються в передмісті сучасного Детройта. У головній ролі — Сара Полсон, яка грає жительку Нью-Йорка, що страждає посттравматичним стресовим розладом, викликаним драматичними подіями 11 вересня. У неї розвинулися цілих три фобії: трипофобія — тривожність, яка виникає при вигляді об'єктів з дірками або опуклостями, коулрофобія — боязнь клоунів, і гемофобія — боязнь крові. З плином часу вона навчилася справлятися зі своїми страхами завдяки своїй дружині (Елісон Пілл). Але перемога Дональда Трампа на виборах відновила її страхи. Коли героїні Сари загрожує група зловісних клоунів, натхнених ідеями «Зведеного апельсина», її дружина думає, що з нею відбувається психоз. Відсутність підтримки штовхає героїню Сари вжити рішучих заходів для того, щоб захистити себе і свою сім'ю.

### Апокаліпсис (2018)
8-ий сезон Американської історії жахів є кросовером між 1-им і 3-ім сезонами.
Події відбуваються на Західному узбережжі США в найближчому майбутньому. Після ядерного вибуху, який знищує світ, дії переносяться до Аванпосту-3, підземного бункера, що був створений для захисту конкретних людей із сильним генетичним складом. Вільгельміна Венейбл (Сара Полсон) і Міріам Мід (Кеті Бейтс) керують бункером, намагаючись знищити тих, хто в ньому проживає. Серед мешканців бункера знаходяться такі персонажі, як Містер Галлант (Еван Пітерс), його бабуся Іві, ведуча ток-шоу Дайна Стівенс, її син Андре, донька мільярдера Коко Сен-П'єр Вандербільт, її помічниця Меллорі, Тімоті Кемпбелл та його дівчина Емілі, кожен із яких страждав від правил двох жінок. Тим не менш, до Аванпосту-3 приходить Майкл Ленгдон (Коді Ферн), Антихрист, який створює там хаос і бажає перевести обраних мешканців до іншого місця, названого «Святилищем».
Пізніше на екрані з'являються уже відомі нам герої з попередніх сезонів: Корделія Гуд, Медісон Монтгомері, Міртл Сноу, а також інші відьми - Зої Бенсон, Куінні, Місті Дей і Нен. Події переносяться на декілька років назад, щоб показати, що саме призвело до катастрофи. У минулому глядачі зможуть зустрітися і з іншими персонажами з першого сезону.

### 1984 (2019)
Влітку 1984 року п'ятеро друзів залишають Лос-Анджелес, щоб працювати вожатими в таборі «Редвуд». Звикаючи до своєї нової роботи, вони починають розуміти: єдине, що страшніше оповідань біля вогнища, — це минуле, що переслідує тебе.
Джерелом натхнення для дев'ятого сезону послужили такі класичні слешери, як «П'ятниця, 13-е» та «Хелловін».

### Подвійний сеанс (2021)
3 серпня 2018 року стало відомо, що серіал продовжили на 10 сезон для показу в 2020 році.
26 лютого 2020 року Раян Мерфі на своїй сторінці в Instagram опублікував відео-анонс 10 сезону серіалу, в якому були розкриті імена задіяних у ньому акторів. У цьому сезоні ролі отримали Кеті Бейтс, Маколей Калкін (дебют), Леслі Гроссман, Біллі Лурд, Сара Полсон, Еван Пітерс, Адіна Портер, Лілі Рейб, Анжеліка Росс і Фінн Віттрок. 29 лютого 2020 року на трансляції в Instagram актриса Анжеліка Росс згадала, що зйомки 10 сезону почнуться в березні 2020 року, але були перенесені на більш пізній термін через пандемію коронавірусу і прем'єру сезону перенесли на 2021 рік. Зйомки відновилися у жовтні 2020 року.

## Епізоди
| Сезон | Сезон | Назва           | Епізоди | Оригінальні покази | Оригінальні покази |
| Сезон | Сезон | Назва           | Епізоди | Прем'єра           | Фінал              |
| ----- | ----- | --------------- | ------- | ------------------ | ------------------ |
|       | 1     | Будинок-убивця  | 12      | 5 жовтня 2011      | 21 грудня 2011     |
|       | 2     | Притулок        | 13      | 17 жовтня 2012     | 23 січня 2013      |
|       | 3     | Шабаш           | 13      | 9 жовтня 2013      | 29 січня 2014      |
|       | 4     | Шоу виродків    | 13      | 8 жовтня 2014      | 21 січня 2015      |
|       | 5     | Готель          | 12      | 7 жовтня 2015      | 13 січня 2016      |
|       | 6     | Роенок          | 10      | 14 вересня 2016    | 16 листопада 2016  |
|       | 7     | Культ           | 11      | 5 вересня 2017     | 14 листопада 2017  |
|       | 8     | Апокаліпсис     | 10      | 12 вересня 2018    | 14 листопада 2018  |
|       | 9     | 1984            | 9       | 18 вересня 2019    | 13 листопада 2019  |
|       | 10    | Подвійний сеанс | 10      | 25 серпня 2021     | 20 жовтня 2021     |
|       | 11    | Нью-Йорк        | 10      | 19 жовтня 2022     | 16 листопада 2022  |
|       | 12    | Делікатний      | TBA     | 20 вересня 2023    | TBA                |

## Виробництво

### Ідея
Мерфі про антологічний формат Американської історії жаху
Сценаристи Американської історії жаху Райан Мерфі та Бред Фолчек почали працювати над своїм проєктом ще до початку телесеріалу каналу FOX — Хору. Мерфі хотів зробити щось відмінне від його решти робіт. Він сказав: «Я перейшов від Частин тіла до Хору, тому мені стало ясно, що я хочу попрацювати над чимось більш темним. Я завжди обожнював, як і Бред, жанр жахів. Тому для мене писати сценарій було легко.» Фолчек був заінтригований зйомками телесеріалу у жанрі жахи, кажучи, що їх головною метою було налякати телеглядачів.
Від самого початку Мерфі та Фолчек планували, що кожен сезон буде розповідати різну історію. Після завершення першого сезону Мерфі розповів про свої плани змінити місце для другого сезону та акторський склад, але залишити деяких акторів із першого: «Актори, які повернуться в наступному сезоні будуть грати зовсім інших персонажів. Історія Гармонів завершилась.»
У лютому 2011 року телеканал FX офіційно заявив, що замовлено пілот нового серіалу, сценаристами та творцями якого будуть Мерфі та Фолчек. Данте ДіЛоретто став виконавчим продюсером. Зйомки серіалу розпочались у квітні 2011 року. У липні 2011 року керівники телеканалу FX повідомили, що вони замовили повний сезон серіалу.
У листопаді 2012 року виконавчий директор телеканалу FX, Джон Ландграф, описав своєрідний формат серіалу: «Ідея телесеріалу-антології з акторами, які в кожному сезоні грають різні ролі, довела свою успішність, гнучкість, а також свою перспективність.» У 2013 році на PaleyFest Фолчек порівняв серіал із фільмами жахів: «У кінці ви будете співчувати персонажам, тому що ви полюбите їх так, як не полюбите героїв фільмів», сказав він. «Якщо у фільмах убивають усіх, крім одного персонажа, тоді все гаразд, але на телебаченні ти ставишся до героїв абсолютно інакше, тому що у глядачів зовсім інша прив'язаність до них.»
Мерфі також розповів, що планування сезонів займає близько року. «Спочатку ми придумуємо історію, а потім придумуємо персонажів», сказав він. «Іноді для акторів попередніх сезонів немає підходящої ролі. Коли ми почали думати над другим сезоном, я уявлення не мав, що Ділан (МакДермотт) підійде на роль Сариного сина, але чим глибше ми все продумували, тим більше мені здавалось, що ця роль для нього ідеальна.»
У серпні 2015 року в інтерв'ю Entertainment Weekly Мерфі зізнався, що цього року вони знімають два сезони, перший — навесні, а другий — восени. Він пояснив: «У серіалі у нас є дві команди, які пишуть сценарій. Одні люди пишуть навесні, а інші починають писати в кінці серпня. Наступний сезон буде дуже відрізнятись від Готелю. Він не буде гірше. Просто не такий пишний. Більш злочинний і темний.»

### Кастинг
Конні Бріттон стала першою акторкою, котру взяли у серіал на роль Вів'єн Гармон. Потім до акторського складу приєднався Денніс О'Харе. За ним була Джессіка Ленг і це була її дебютна робота на телебаченні. Ділана МакДермотта пізніше взяли на роль Бена Гармона. Останніми, хто приєднався до акторського складу, були Таїсса Фарміґа та Еван Пітерс.
У березні 2012 року Мерфі розповів, що другий сезон буде зосереджуватись навколо Джессіки Ленг, яка буде грати сестру Джуд, черницю-садистку, що керує психлікарнею. Еван Пітерс, Сара Полсон, Лілі Рейб та Захарі Квінто також повернуться у другому сезоні. Пітерс грав роль Кіта Вокера, в'язня, звинуваченого у вбивстві своєї дружини. Полсон грала роль Лани, кореспондентки-лесбійки, яка потрапляє на лікування через свою орієнтацію та шпигунство за притулком. Персонаж Рейб — сестра Мері, головна після сестри Джуд. Квінто грав роль психіатра лікарні. Ліззі Брошре грала роль Грейс Бертранд, героїню, яку описували як «запеклу, люту, дуже сексуальну, і небезпечну», але пізніше її персонажа було сильно змінено. Джеймс Кромвелл грав роль доктора Артура Ардена, який проводив жорстокі досліди над своїми пацієнтами. Джозеф Файнс грав роль Тімоті Говарда, об'єкт залицянь сестри Джуд.
Виконавчі продюсери та автори ідеї Райан Мерфі та Бред Фолчек говорили, що у третьому сезоні повернуться деякі актори з попередніх сезонів, включаючи Джессіку Ленг. Еван Пітерс та Сара Полсон були затверджені на ролі Кайла Спенсера та Корделії Фокс. Мерфі говорив, що Ленг цього разу зіграє «дуже гламурну леді» на ім'я Фіона Гуд. Таїсса Фарміґа, Вайлет з першого сезону, зіграла Зої Бенсон. Лілі Рейб дісталась роль Місті Дей. Френсіс Конрой повернулась у серіал у ролі Міртл Сноу. Кеті Бейтс, акторка, яка була нагороджена Оскаром, також отримала роль у цьому сезоні. Її персонаж характеризували як «жінку, яка спочатку буде найліпшим другом Ленг, але пізніше стане її заклятим ворогом», але потім її героїню було змінено. Мерфі сказав, що «її герой буде у п'ять разів гірше, ніж у фільмі Мізері». Бейтс зіграла мадам Делфайн ЛаЛорі, безсмертну расистку. У травні 2013 року було оголошено, що Емма Робертс приєдналась до акторського складу. Вона зіграла Меддісон Монтгомері, «відв'язну дівчину, яка завжди „у собі“».
У листопаді 2013 року Райан Мерфі заявив, що Джессіка Ленг ще повернеться у четвертому сезоні, але її роль буде не такою великою як попередні. Пізніше було оголошено, що вона буде грати Ельзу Марс — власницю шоу виродків. Кеті Бейтс також повертається у ролі бородатої жінки Етель Дарлінг. 29 березня 2014 року Мерфі офіційно повідомив, що Сара Полсон, Еван Пітерс, Френсіс Конрой, Емма Робертс, Денніс О'Харе та Енджела Бассет також повернуться у четвертому сезоні. Полсон дісталась роль сіамських близнюків Бетті та Дот Тотлер; Пітерсу — Джиммі Дарлінга; Конрой — заможної дами Глорії Мотт; Бассет — тригрудого трансгендера Дезіре Дюпрі; О'Харе — шахрая, який працював разом із Меггі Есмеральдою (Робертс). На PaleyFest 2014 року було повідомлено, що Майкл Чікліс приєднується до серіалу у ролі Делла Толедо, батька Джиммі, колишнього чоловіка Етель, і чоловіка Дезіре. Фінн Віттрок зіграв сина Глорії, Денді Мотта.
25 лютого 2015 року було оголошено, що відома поп-зірка Леді Гага буде грати у серіалі. На PaleyFest 2015 року було повідомлено, що Метт Бомер та Шаєн Джексон також взяли у серіал, а Джессіка Ленг більше не повернеться. Також у цьому сезоні повернуться Вес Бентлі, Хлої Севоні, Кеті Бейтс, Сара Полсон, Еван Пітерс, Еджела Бассет та Фінн Віттрок. 18 червня 2015 року в інтерв'ю сайту Deadline.com Мерфі розповів, що Денніс О'Харе також повернеться.

### Зйомки
Пілотний епізод був знятий у будинку на Кантрі Клаб Парк у Лос-Анджелесі, Каліфорнія, який і став будинком-убивцею та місцем усіх злочинів. Побудований у 1902 році Альфредом Розенхаймом, президентом Американського інституту архітекторів, використовувався як монастир. Перший сезон був знятий у павільйоні, де точно відтворили планування будинку.
Зйомки другого сезону були розпочаті у кінці липня 2012 року, а прем'єра відбулась у жовтні цього року. Вуличні сцени були зняті у Хідден Веллі, Каунті Вентура, Каліфорнія, у передмісті Лос-Аджелесу.
Зйомки третього сезону розпочались 23 липня 2013 року в Новому Орлеані, Луїзіана. Було сказано, що цей сезон буде зніматись не тільки в одному місці, але більшість сцен буде знято в Новому Орлеані.
Зйомки четвертого сезону розпочались 15 липня 2014 року та відбувались у Новому Орлеані.
Зймоки п'ятого сезону розпочались 14 липня 2015 року в Лос-Аджелесі, Каліфорнія. Творці відтворили готель у стилі арт-деко 1920-х років, на який надихнули старі будівлі Голлівуду.

### Заставки
Заставки Американської історії жаху є важливими підказками до подій, які відбудуться в сезоні. Мерфі описував заставку Будинку-убивці як міні-таємницю: «Після того, як ви побачите дев'яту серію, вам стане зрозумілою кожна сцена із заставки».
Створенням заставок займався Кайл Купер і його агентство «Prologue». Він також створив заставки для телесеріалу каналу AMC Ходячі мерці і фільму 1995 року Сім. Музика була написана звукорежисером Цезарем Давілла-Ірізаррі та музикантом Чарлі Клоузером. Оператором був Хуан Руїз Анчіа, а монтажем займався Гебріель Діаз.
Створенням заставки до другого сезону займалась та сама креативна команда. Музика залишилась тією самою, а нова заставка показувала кадри з психлікарні, де жорстоко знущались над її пацієнтами.

## Критика
| Сезон | Сезон          | Відгуки критиків   | Відгуки критиків   |
| Сезон | Сезон          | Rotten Tomatoes    | Metacritic         |
| ----- | -------------- | ------------------ | ------------------ |
|       | Будинок-убивця | 72 % (40 відгуків) | 62 % (30 відгуків) |
|       | Притулок       | 84 % (44 відгуки)  | 65 % (23 відгуки)  |
|       | Шабаш          | 85 % (35 відгуків) | 71 % (24 відгуки)  |
|       | Шоу виродків   | 77 % (35 відгуків) | 69 % (19 відгуків) |
|       | Готель         | 64 % (48 відгуків) | 60 % (24 відгуки)  |
|       | Роенок         | 74 % (15 відгуків) | 72 % (9 відгуків)  |
|       | Культ          | 73 % (49 відгуків) | 66 % (24 відгуки)  |
|       | Апокаліпсис    | 75 % (6 відгуків)  | 63 % (6 відгуків)  |
|       | 1984           | 87 % (8 відгуків)  |                    |